# Flottbron i Gagnefs kyrkby
Flottbron i Gagnefs kyrkby är en av Sveriges två kvarvarande flottbroar av trä. Den går över Dalälven strax nedströms Gagnefs kyrkby.
Den andra kvarvarande flottbron i Sverige ligger uppströms över Daläven i Österfors.
Bron låg tidigare vid Långgropen nära Gagnefs kyrka i Gagnefs kyrkby. Bron slets dock loss vid en vårflod på 1800-talet och följde strömmen till den plats en liten bit nedströms, som bron ligger på idag. Det ansågs inte värt besväret att transportera tillbaka bron motströms, utan den fick ligga kvar och i stället drogs vägen om till det nya läget. 
Den gamla bron revs hösten 2001, sedan stålpontonerna hade rostat och trävirket ruttnat. Den ersattes av en ny bro med pontoner av rostfritt stål, som är fler än tidigare. Den bärs av balkar i limträ, vilka ligger högre över vattenytan än tidigare. Den nya bron får trafikeras av lättare motorfordon.